# Heteropoda hillerae
Heteropoda hillerae là một loài nhện trong họ Sparassidae.
Loài này thuộc chi Heteropoda. Heteropoda hillerae được Hugh Davies miêu tả năm 1994.